# Estación de Fuente de la Mora

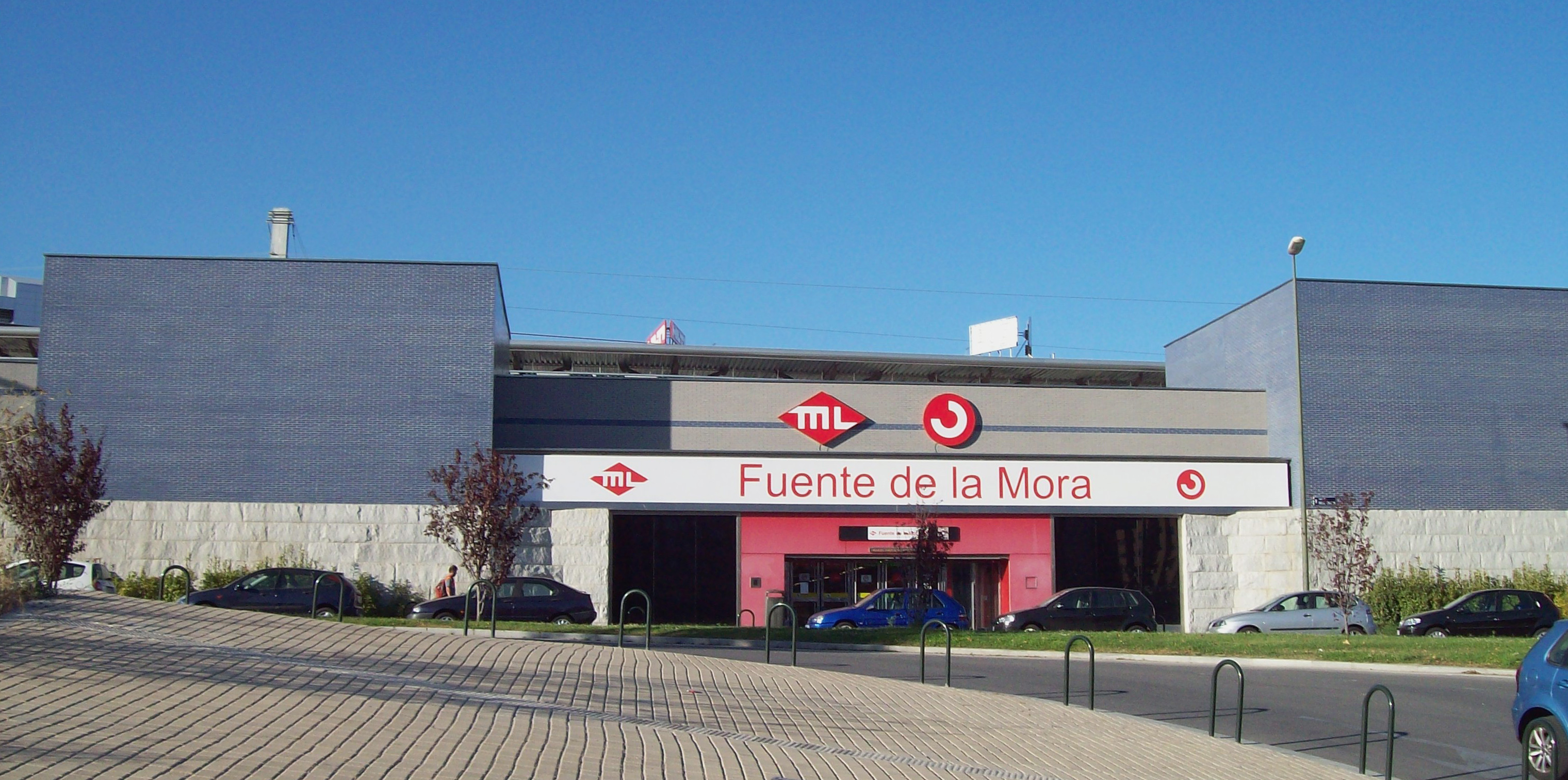
Entrada sur a la estación

Fuente de la Mora es una estación multimodal de la línea ML-1 de la red de Metro de Madrid y de las líneas C-1  y el servicio CIVIS de la C-2 de la red de Cercanías Madrid. La estación se encuentra situada bajo el Camino Fuente de la Mora y la calle de Dulce Chacón, en la zona conocida como Isla de Chamartín, dentro del barrio de Valdefuentes (Hortaleza). Su tarifa corresponde a la zona A según el Consorcio Regional de Transportes.

## Historia
La estación fue inaugurada el 24 de mayo de 2007 para el Metro Ligero 1 y el 24 de marzo de 2011 para las líneas C-7 y C-10 de cercanías, así como los servicios CIVIS de la línea C-2.
Unos meses después, se inaugura la línea C-1 hasta el Aeropuerto de Barajas, por lo que la estación comienza a ser servida por trenes de esta línea.
Hasta noviembre de 2018, la línea C-7 establecía su cabecera en esta estación.
Desde el día 15 de diciembre de 2024, la línea C-10 dejó de prestar servicio en esta estación, por lo que a día de hoy solo circulan trenes de la línea C-1 y los CIVIS de la línea C-2.

## Accesos
Vestíbulo Fuente de la Mora
- Camino Fuente de la Mora C/ Dulce Chacón, 15
- Avda. Fuente de la Mora Cº Fuente de la Mora, 6
- Ascensor C/ Dulce Chacón, 15
- Ascensor Cº Fuente de la Mora, 6
- RENFE Abierto de 6:00 a 0:30 Pasillo interior entre accesos

## Líneas y conexiones

### Metro Ligero
| << cabecera        | < estación         | línea | estación >         | cabecera >> |
| ------------------ | ------------------ | ----- | ------------------ | ----------- |
| Pinar de Chamartín | Pinar de Chamartín |       | Virgen del Cortijo | Las Tablas  |

### Cercanías
| procedencia/destino | < estación   | Línea | estación > | destino/procedencia |
| ------------------- | ------------ | ----- | ---------- | ------------------- |
| Aeropuerto T4       | Valdebebas   |       | Chamartín  | Chamartín           |
| Guadalajara         | San Fernando |       | Chamartín  | Chamartín           |

### Autobuses
| Diurnos |                            |                                                       |
| Línea   | Destino                    | Parada                                                |
| 150     | Sol / Sevilla              | 3648 FUENTE DE LA MORA (Cº Fte. Mora)                 |
| 150     | Colonia Virgen del Cortijo | 5846 FUENTE DE LA MORA (Av. Ingeniero Emilio Herrera) |